# Strömbron
59°19′43.81″N 18°4′23.26″Ø / 59.3288361°N 18.0731278°Ø
Strömbron er en bro i det centrale Stockholm. Den er en 140 meter lang vejbro over Norrström mellem Norrmalm og Gamla stan, som forbinder Strömgatan med Slotskajen og Skeppsbron.
I 1928 byggedes en midlertidig pontonbro på stedet i forbindelse med reparationsarbejder på Norrbro.
Den nuværende Strömbron blev taget i brug 22. november 1946 hvorefter trafikken mellem Kungsträdgårdsgatan og Skeppsbron slap for omvejen via Norrbro. Denne omlægning inkluderede også sporvognstrafikken.
Da broen blev regnet for en midlertidig løsning gjordes den meget enkel og der blev ikke lagt nogen vægt på det æstetiske; Man regnede kun med at den skulle fungere i 10 år og ikke en gang med i byplanen. Konstruktionen består af en 20 meter bred betonplade (kørebanen) på stålbjælker, lagt på betonbjælker over de oprindelige træpæle. Disse slutter ca. 1 meter over vandoverfladen, hvilket er usædvanligt for den type konstruktioner, og kunne udsætte den for råd. I 1964 forstærkedes konstruktionen for at undgå dette
I generalplanen for Stockholm fra 1962 og 1967, fblev der foreslået en tunnel under Norrström, som skulle forbinde Strandvägen med Skeppsbron, den såkaldte Blasieholmsleden. Broen står der dog fortsat, og dens holdbarhed kontrolleres jævnligt, men den holder over al forventning, men blev dog renoveret i 2007-2009.

## Eksterne kilder og henvisninger
1. ↑  Dufva (1985), sida 191

- Dufwa, Arne: Trafik, broar, tunnelbanor, gator, Liber Förlag, Stockholm 1985, Monografier udgivne af Stockholms stad, Stockholms tekniska historia 1. ISBN 91-38-08725-1. Libris 513275.

- Wikimedia Commons har flere filer relateret til Strömbron